# Галаад
Галаад (на арабски: جلعاد, Джалад) е историческа област в северозападната част на Йордания.
Тя има нископланински релеф и е ограничена от река Йордан на запад, Моавските равнини на юг и река Ярмук на север, като обхваща приблизително днешните мухафази Ирбид, Аджлун, Джараш и Балка. Наименованието Галаад се използва в Древността, включително в Библията, където областта е често споменавана.